# Miguel Ataliata
Miguel Ataliata (em grego:  Μιχαήλ Ἀτταλειάτης; fl. século XI) foi um funcionário público grego e um historiador em Constantinopla.

## Biografia
Miguel provavelmente nasceu em Atália (atual Antália, na Turquia). Ele provavelmente se mudou para Constantinopla entre 1030 e 1040 e ali enriqueceu, avançando na carreira durante o reinado de sucessivos imperadores até alcançar os mais altos postos (patrício e procônsul), tornando-se membro de duas cortes supremas do império.
Em 1072, ele compilou, para o imperador Miguel VII Ducas, um compêndio de Direito que complementava o Livro de Basílico (Libri Basilici).
Além disso, ele compôs uma "Ordem para os Asilos dos Pobres e os Mosteiros", que ele fundou em Constantinopla em 1077. Esta obra é valiosa por relatar o modo de vida de Constantinopla no século XI. Ela inclui ainda um catálogo das obras na biblioteca do mosteiro.
Ele também tinha propriedades em Raidestos. 
Por volta de 1079 ou 1080, Miguel publicou um relato sobre o Império Bizantino entre 1034 e 1079, uma representação vívida e confiável sobre as revoltas palacianas e sobre o domínio das mulheres que caracterizam este período de transição entre a grande dinastia macedônica e a dos Comnenos.